# Bill Travers
Bill Travers, född 3 januari 1922 i Newcastle-upon-Tyne, Tyne and Wear, död 29 mars 1994 i Dorking, Surrey, var en brittisk skådespelare.
Lång (1,93 m) och gänglig skådespelare, på scen, TV och film. 
Han var gift med skådespelaren Virginia McKenna och de spelade in ett flertal filmer tillsammans, bland annat Född fri – Lejonet Elsa 1966.

## Filmografi, ett urval
- 1950 – Trio
- 1951 – Skuggan av en man
- 1954 – Romeo och Julia
- 1955 – Geordie
- 1956 – Bhowani – station i Indien
- 1957 – Världens minsta show
- 1961 – Två levande och en död
- 1961 – Gorgo
- 1966 – Född fri – Lejonet Elsa
- 1973 – The Belstone Fox